# Světlá (Lhota pod Hořičkami)
Světlá je malá vesnice, část obce Lhota pod Hořičkami v okrese Náchod. Nachází se asi 1,5 km severovýchodně od obce Lhota pod Hořičkami. V roce 2011 zde bylo 63 domů s 80 obyvateli.
Světlá leží v katastrálním území Světlá u Hořiček. Nadmořská výška osady je zhruba 350 m. Podél jižního okraje osady prochází silnice II/304, vedoucí z České Skalice do Úpice.